# Női 10 méteres toronyugrás a 2013-as mű- és toronyugró-Európa-bajnokságon
A 2013-as mű- és toronyugró Európa-bajnokságon a női 10 méteres toronyugrás versenyszámát június 19-én rendezték meg a Neptun Swimming Poolban. A döntőben ukrán siker született Julia Prokopcsuk révén. A magyar műugrónak a finálé jobban sikerült, mint a selejtező. Kormos Villő a hetedik, míg Reisinger Zsófia a 11. helyen végzett.

## Versenynaptár
Az időpontok helyi idő szerint olvashatóak.
| Dátum                    | Időpont | Forduló   |
| ------------------------ | ------- | --------- |
| 2012. június 19., szerda | 12:00   | Selejtező |
| 2012. június 19., szerda | 17:30   | Döntő     |

## Eredmény
| #  | Versenyző          | Ország                   | Selejtező | Selejtező | Döntő  | Döntő   |
| #  | Versenyző          | Ország                   | Pontok    | Rangsor   | Pontok | Rangsor |
| -- | ------------------ | ------------------------ | --------- | --------- | ------ | ------- |
|    | Julia Prokopcsuk   | Ukrajna (UKR)            | 359,05    | 1         | 373,30 | 1       |
|    | Julija Koltyunova  | Oroszország (RUS)        | 288,95    | 5         | 371,10 | 2       |
|    | Maria Kurjo        | Németország (GER)        | 292,95    | 4         | 323,00 | 3       |
| 4  | Sarah Barrow       | Egyesült Királyság (GBR) | 302,75    | 3         | 319,25 | 4       |
| 5  | Tonia Couch        | Egyesült Királyság (GBR) | 318,75    | 2         | 300,10 | 5       |
| 6  | Laura Marino       | Franciaország (FRA)      | 274,45    | 6         | 292,25 | 6       |
| 7  | Kormos Villő       | Magyarország (HUN)       | 257,40    | 9         | 285,25 | 7       |
| 8  | Bátki Noémi        | Olaszország (ITA)        | 260,15    | 8         | 284,95 | 8       |
| 9  | Kieu Duong         | Németország (GER)        | 242,20    | 12        | 275,80 | 9       |
| 10 | Hanna Krasznoslik  | Ukrajna (UKR)            | 270,00    | 7         | 268,55 | 10      |
| 11 | Reisinger Zsófia   | Magyarország (HUN)       | 253,15    | 10        | 264,40 | 11      |
| 12 | Iira Laatunen      | Finnország (FIN)         | 251,20    | 11        | 252,05 | 12      |
|    |                    |                          |           |           |        |         |
| 13 | Brenda Spaziani    | Olaszország (ITA)        | 240,75    | 13        |        |         |
| 14 | Natalja Goncsarova | Oroszország (RUS)        | 227,95    | 14        |        |         |
| 15 | Mara Aiacoboae     | Románia (ROU)            | 216,10    | 15        |        |         |